# Otto Poetsch
Otto Poetsch (* 17. Juni 1848 in Hartwigswalde, Kreis Frankenstein, Provinz Schlesien; † 16. März 1914 in Berlin-Lichterfelde; vollständiger Name Adolf Maximilian Otto Poetsch) war ein deutscher Architekt, preußischer Baubeamter und Hochschullehrer.

## Leben
Otto Poetsch war ein Sohn des Arztes Carl Poetsch und dessen Ehefrau Ernstine geb. Müller. Er studierte Architektur an der Berliner Bauakademie und war ab 1876 als Bauführer für Julius Carl Raschdorff in Düsseldorf tätig. Als Raschdorff 1878 an die Technische Hochschule Charlottenburg (die Nachfolgerin der Bauakademie) berufen wurde, nahm er Poetsch als künstlerischen Mitarbeiter und als Hilfslehrer mit nach Berlin. 1881 beteiligte Poetsch sich am Schinkelwettbewerb des Architektenvereins zu Berlin (AVB) und wurde für seinen Entwurf eines Ausstellungsgebäudes mit der Schinkelmedaille ausgezeichnet.
Nach dem bestandenen zweiten Staatsexamen wurde er 1882 zum Regierungsbaumeister (Assessor in der öffentlichen Bauverwaltung) ernannt und war im technischen Büro der Hochbauabteilung des preußischen Ministeriums der öffentlichen Arbeiten tätig. 1890 wechselte er zur Ministerialbaukommission in Berlin und leitete als Bauinspektor bis zu seinem Tod das Hochbauamt I. 1901 wurde er wegen seiner erfolgreichen Lehrtätigkeit zum Professor ernannt und übernahm auch Lehrtätigkeiten für Johann Eduard Jacobsthal und die Königliche Kunstschule.
Im Jahr 1898 wurde ihm der Charakter als Baurat und 1907 der als Geheimer Baurat verliehen.

## Familie
Poetsch heiratete in Berlin 1877 Wilhelmine Therese Elisabeth geb. Blancke.

## Ehrungen
- 1893: preußischer Roter Adlerorden IV. Klasse[10]
- 1904: preußischer Kronenorden III. Klasse[11]
- 1912: bayerischer Verdienstorden vom Heiligen Michael III. Klasse[12]

## Bauten
- 1885–1889: Lange Brücke in Potsdam (Entwurf zusammen mit Regierungsbaumeister Matthies und künstlerische Ausbildung)[13]
- 1887: Ausschmückung des Festplatzes in Holtenau bei der Grundsteinlegung zur Schleuse des Kaiser-Wilhelm-Kanals[14]
- 1888–1890: Rathaus in Münsterberg in Schlesien (nach einem Wettbewerbsentwurf von 1887 zusammen mit Carl Mühlke)[15]
- 1891–1893: Prinz-Heinrichs-Gymnasium in (Berlin-)Schöneberg (Bauleitung und Ausarbeitung der Einzelheiten nach Entwurf von Friedrich Schulze)[16]
- 1891–1893: Wohn- und Geschäftshaus Zeidler in Berlin, Münzstraße 21/23 / Neue Schönhauser Straße 21 (zusammen mit Alfred Bohnstedt; unter Denkmalschutz)[17]
- 1895–1897: Amtsgericht (Berlin-)Charlottenburg (zusammen mit Rudolf Claren[18]; unter Denkmalschutz)[19]
- 1897–1899: Kaiserin-Augusta-Gymnasium (heute Ludwig-Cauer-Grundschule) in (Berlin-)Charlottenburg, Cauerstraße 36–38 (zusammen mit Carl Haubach und Alfred Sproemberg;[20] unter Denkmalschutz[21])
- 1899–1900: Hygienisches Institut in Berlin, Luisenstraße 56 (unter Denkmalschutz)[22]
- 1899–1902: Institut für Tieranatomie in Berlin, Luisenstraße 56 (unter Denkmalschutz)[23]
- 1905: Umbau der Klinik für kleine Haustiere in Berlin, Luisenstraße 56 (unter Denkmalschutz)[24]